# 豊穣圏
数学の一分野、圏論における豊穣圏（ほうじょうけん、英: enriched category; 豊饒圏、豊穣化された圏、豊饒化された圏）は、（局所的に小さい）圏における射集合を一般のモノイド圏の対象に置き換えて得られる圏の一般化である。
豊穣圏を考える意義は、実際の応用の多くにおいて射集合が追加の構造を備えている（例えば射のベクトル空間や射の位相空間になっている）ことが期待されることがしばしばあるという観察に基づく。
一つの豊饒圏において、対象の任意の対に付随する射集合は、よくわからない「射対象」("hom-objects"; ホム対象) の成す何らかの固定されたモノイド圏（「射圏」; "hom-category"; ホム圏）の対象に置き換えられる。
通常の圏における射の（結合的な）合成を再現するためには、射圏は射対象の間に定義される結合的な合成を持たなければならない。
つまり、少なくとも、射対象の間の二項演算がモノイド圏の構造から導入される必要がある。
文脈によってはその演算が可換であったり、右随伴を持ったりすることがあり得るし、それが必要とされる場合もある（それにより圏が対称モノイド圏や、さらにモノイド閉圏となる）。
したがって豊饒圏論は広く多様な構造を同じ枠組みに包摂するものである。そのような構造として以下のようなものが挙げられる:
- 通常の圏だが射集合が単に集合であるばかりでなく追加の構造を備えるもの。すなわち、射に関して演算もしくは性質が定められ、それらが射の合成によって保たれる。例えば2-圏（英語版）において（一次元の）射の間に二次元の射 (2-cell) が存在して水平合成ができるし、あるいはアーベル圏において射には加法が定義される。
- 圏に類似な対象で、それ自身は個々の射の概念を全く持たないが、射対象は圏同様の合成と見なせる性質を持つもの。例えば、前順序集合（英語版）は合成則を推移律によって保障されるし、ローヴェアの距離空間は射対象が数値的な距離でありその合成則は三角不等式により与えられる。

射対象全体の成す圏が集合の圏に通常のデカルト積を備えたモノイド圏となっているときを考えれば、その場合の豊饒圏、豊穣函手などは、通常の圏論における通常の定義に基づく、圏、函手などに帰着される。
モノイド圏 M に射対象を持つ豊饒圏を M 上の豊饒圏 (enriched category over M) や M における豊饒圏 (enriched category in M) あるいは M で豊饒化された圏 (category enriched by M) や簡単に M-豊饒圏 (M-enriched category) もしくはもっと簡単に M-圏 (M-category) などと呼ぶ。マクレーンはモノイド圏を表すのに文字 V を使っていたから、豊饒圏のことも一般に V-圏と呼ぶこともある。

## 定義
モノイド圏 (M, ⊗, I, α, λ, ρ) に対して、豊饒圏（考えているモノイド圏を明示する場合には、M 上の豊饒圏、M-(豊饒)圏）C は、
- C の対象全体の成す類 ob(C),
- C の対象の任意の対 a, b ∈ ob(C) に対する「射の集まり」に相当する C(a, b) ∈ ob(M),
- 各対象 a ∈ ob(C) に付随する「恒等射」に相当する M 内の射 ida: I → C(a, a),
- 「射の合成」に相当する M 内の射 ∘abc: C(b, c) ⊗ C(a, b) → C(a, c) (a, b, c ∈ ob(C) で後述する三つの図式（結合律を表す五角形図式、左右の単位律を表す図式）を可換にするもの,

からなる。一つ目の図式は、「合成」の「結合律」を表すもので、通常の圏における合成の結合性を射圏 M における結合子 α が図式 
 を可換にすることに置き換える。
射圏 M が集合の圏でモノイド構造 (⊗, I, α, λ, ρ) がデカルト積と終対象となる一点集合の定める構造 (×, {•}, id, id, id) の場合には、各射対象 C(a, b) はその各元が C の「個々の射」となる集合（通常の圏の射集合）と考えられ、また ∘ は写像として連続する射の合成を定めるもの（通常の圏の射の合成）と捉えることができる。この場合、上にあげた「一つ目の図式」において C(a, d) へ至る各経路が、三連続する個々の射 a → b → c → d（各々 C(a, b), C(b, c) および C(c, d) からとった元である）の二種類ある合成の仕方の各々に対応し、図式の可換性がその二種類の合成順によって結合の結果が変わらないこと（という通常の圏でまさに要求される条件）を主張するものになっている。
このように図式にして考えることの何が新しいのかといえば、結合律を課すことを豊饒圏 C の個別の射を陽に出すことなく言い表しているという点である。射圏 M における射に関するこれらの図式（C 内の図式ではない）は、合成の結合性の概念を一般の場合にも意味を為すようにするために存在する（一般の場合には、射対象 C(a, b) は抽象的に与えられ（集合のように「元を持つ」とは限らないから）、豊饒圏 C 自身は個々の射の概念を持つ必要さえ一切ないのである）。

さて通常の圏が恒等射を持つという概念は、「単位律」を表す左および右単位子 λ, ρ に関する二番目と三番目の図式 
 および 
 で置き換えられなければならない。
再び M がデカルト積を備えた集合の圏の場合に立ち返れば、恒等射 ida: I → C(a, a) は一点集合 I からの写像となり、従ってそれは、与えられた任意の対象 a に対し各集合 C(a, a) の特定の一元を同定するものでなければならないが、それを 「a ∈ ob(C) に対する恒等射」であるものと考えることができる。すると、上記二つの図式の可換性は、そのように識別された各「C 内の恒等射」の（写像 ∘ の定義する）合成が、通常の圏において要求される単位律の通り振る舞うことを主張するものになっていることがわかる。
さてここで複数の相異なる「恒等射」の概念が出てきているので振り返っておく:
- 射圏 M の（通常の圏として備えているべき）各対象に付随する恒等射 1C(a, b): C(a, b) → C(a, b).
- 豊饒圏 C の各対象 a に付随する（豊饒化された）恒等射 ida: I → C(a, a). これもやはり M の射だが、C がそれ自身の個別の射を持つとみなされる場合であってさえも、この豊饒化された意味での恒等射が C の個別の射を特定するものになっている必要はない。

## 豊饒圏の例
- 既に述べたが、通常の圏は集合の直積をモノイド演算として備えた集合の圏 (Set, ×, {•}) で豊饒化された圏である。
- 2-圏（英語版）は小さい圏の圏 Cat にデカルト積によって定まるモノイド構造を入れたもので豊饒化された圏である。この場合、射の間の二次元の射 (2-cell) a → b およびそれらの垂直合成則は、通常の圏 C(a, b) における射およびその合成則である。
- 局所的に小さい圏（射対象が小さい集合となる圏）は小さい集合（英語版） が集合の直積をモノイド積として成すモノイド圏 (SmSet, ×) で豊饒化された圏である。
- 局所有限圏（英語版）は有限集合の圏が集合の直積に関して成すモノイド圏 (FinSet, ×) で豊饒化された圏を言う。
- 前順序集合（英語版）は、二つの対象を持ち恒等射でないただ一つの射を持つ圏 2 ≔ {FALSE, TRUE} で豊饒化された圏と考えることができる。ただし、その唯一の射を FALSE → TRUE とし、ブール値の連言をモノイド演算、TRUE をモノイド単位とする。すると射対象 2(a, b) は与えられた対象の順序対 (a, b) 上の特定の二項関係を単に拒否するか受容するかを意味するもので、この関係を表すより馴染みのある記法としては、これを a ≤ b と書くことができる。この 2 で豊饒化された圏に対する合成と恒等射の存在は、それぞれ推移律 (a ≤ b かつ b ≤ c ⇒ a ≤ c) および反射律 (TRUE ⇒ a ≤ a) という公理（これらはつまり ≤ が前順序となることを意味する公理である）に直ちに翻訳することができる。圏 2 における任意の図式は可換となるから、これは 2 で豊饒化された圏に対する豊饒圏の公理として唯一内容を持つものである。
- ウィリアム・ローヴェアの一般化された距離空間、すなわち擬準距離空間は、非負拡大実数の全体 R+∞ を通常の大小関係の成す順序の逆で圏と見なしたもの（つまり、射 r → s が存在する必要十分条件が r ≥ s）に加法 + をモノイド積、0 をモノイド単位とするモノイド構造をいれたモノイド圏で豊饒化された圏である。射対象 R+∞(a,b) は本質的に距離 d(a,b) であり、合成と恒等射の存在は三角不等式 (d(b,c) + d(a,b) ≥ d(a,c)) および非負性 (0 ≤ d(a,a) に翻訳される。
- 零射を持つ圏は点付き集合がスマッシュ積に関して成すモノイド圏 (Set∗, ∧) で豊饒化された圏である。射対象 Hom(A, B) の基点が A から B への零射に対応する。
- 前加法圏はアーベル群の圏がテンソル積に関して成すモノイド圏 (Ab, ⊗) で豊饒化された圏である。

## モノイド函手との関係
モノイド圏 M からモノイド圏 N へのモノイド函手が存在すれば、任意の M-豊饒圏を N-豊饒圏と読み替えることができる。任意のモノイド圏 M は集合の圏へのモノイド函手 M(I, –) を持つから、任意の豊饒圏はその台となる通常の圏を持つ。（上で述べたような）多くの例においてこの函手は忠実であり、その場合の M-豊饒圏は通常の圏において追加の構造や性質を備えたものとして記述することができる。

## 豊饒函手
豊饒函手 (enriched functor; 豊饒化された函手）は通常の函手の概念の豊饒圏に合わせて一般化した概念である。したがって、豊穣函手は豊饒圏の間の豊饒構造を保つ対応になっている。
C および D をモノイド圏 M に対する M-豊饒圏とするとき、M-豊饒函手 T: C → D とは C の各対象を D の対象に写し、各対 a, b ∈ ob(C) に対して C と D の射対象（それらは M の対象である）の間の M の射 Tab: C(a, b) → D(T(a), T(b)) が存在して、豊饒化された意味での函手の公理（つまり恒等射と合成を保つ）を満たすときに言う。
豊饒圏において射対象は集合とは限らないから、個々の射に関して言うことはできず、恒等射だとか具体的な二つの射の合成という概念を持ち出すわけにはいかないので、その代わりに恒等射を選択することと解釈できるモノイド単位対象から射対象への射と射の合成と解釈できるモノイド積からの射を考えるのであった。通常の函手の公理は、それと対応するいまいったような射を含む可換図式で置き換えられる。

より詳細に述べれば、一つは図式 
 が可換となることであり、これは等式で書けば
{\displaystyle T_{aa}\circ \operatorname {id} _{a}=\operatorname {id} _{T(a)}}

と書ける。ただし I は M のモノイド単位対象である。これは通常の函手 F に対する条件 F(ida) = idF(a) に対応する。いま一つは、図式 
 が可換となることであり、これは通常の函数に対する条件 F(fg) = F(f)F(g) に対応する。